# Stavanger IF Fotball
Stavanger IF Fotball is een Noorse voetbalclub uit de stad Stavanger. De club is onderdeel van de sportclub Stavanger IF. De club wordt meestal Sif genoemd en niet Stavanger. De club leeft in de schaduw van de grote club Viking FK.

## Geschiedenis
De club werd opgericht op 17 september 1905 en domineerde het voetbal in Stavanger tot in de jaren 30. Ze bereikten in 1912, 1914, 1929 en 1930 de halve finale van de Beker van Noorwegen. Na de Tweede Wereldoorlog moest de club de rol lossen en werd Viking de dominerende club van de stad.
Sif speelde in de lagere divisies en werd in de jaren tachtig zelfs nog voorbij gestoken door FK Vidar, de derde club van Stavanger. Na drie promoties op rij speelt de club in 2009 in de Adeccoligaen, de tweede klasse.